# Žora Kryžovnikov
Žora Nikolaevič Kryžovnikov (Sarov, 14 febbraio 1979) è un regista, sceneggiatore e produttore cinematografico russo.

## Filmografia parziale

### Regista
- Gor'ko (2013)
- Gor'ko 2 (2014)
- Lёd 2 (2020)[1][2][3]
- Slovo pacana. Krov' na asfal'te (2023)

### Sceneggiatore
- Rodnye (2021)